# Kassagården
Kassagården är en ort i Ausås socken i Ängelholms kommun i Skåne län belägen strax nordost om Strövelstorp. Till och med 2005 klassade SCB Kassagården som en småort.